# Битва під Уманню
Битва під Уманню — битва, що тривала з 1 по 7 серпня 1941 року між військами Третього Рейху та СРСР. Відбулася в ході наступу групи армій «Південь» та призвела до оточення і подальшої загибелі військ 6-ї та 12-ї армій Південного фронту Червоної Армії.

## Передісторія
У перші тижні операції «Барбаросса» група армій «Південь», просуваючись на схід, зайняла міста: Львів (30 червня), Тернопіль, Вінницю і Житомир (10 липня). У ході Битви під Дубном були розбиті частини 4-го, 15-го і 16-го, а також 9-го, 19-го і 22-го механізованих корпусів Червоної Армії, зі складу Південно-Західного фронту. Зазначені групи корпусів контратакували війська Вермахту в районі міста Дубно з півдня і півночі, відповідно. Однак, незважаючи на перевагу в танках, ці атаки не увінчалися успіхом. За кількістю бронетехніки зіткнення було порівняти лише з битвою під Курськом. До 29-го червня бій було завершено і німецькі війська продовжили наступ.
10 липня Ставка ВГК передала загальне командування частинами Червоної Армії, що діяли на Південно-Західному напрямку, С. М. Будьонному. Його завданням була координація дій двох фронтів. Таким чином, під командою Будьонного перебували війська загальною чисельністю близько 1,5 млн осіб, зосереджені в районах Умані та Києва. Однак Будьонний ледве встиг прийняти командування, як між цими угрупованнями вклинилася 1-ша танкова група під командуванням Е. Клейста, зайнявши Бердичів (15 липня) і Козятин (16 липня). Таким чином, частини Клейста виявилися на північ від Умані. У той же час з півдня Умань обійшла 17-та армія вермахту (командувач — генерал К.-Х. Штюльпнагель). Крім того, з півдня, від кордону з Румунією на Умань наступала 11-та армія під командуванням генерала Ойгена фон Шоберта[джерело?].

## Сили учасників

### СРСР
- 6-та армія (командир: генерал-лейтенант І. М. Музиченко)
  - 37-й стрілецький корпус (командир: комбриг С. П. Зибін)
    - 80-та стрілецька дивізія (командир: генерал-майор В. І. Прохоров)
    - 139-та стрілецька дивізія (командир: полковник М. Л. Логінов)
    - 141-ша стрілецька дивізія (командир: генерал-майор Я. І. Тонконогов)

  - 49-й стрілецький корпус (командир: генерал-майор С. Я. Огурцов)
    - 140-ва стрілецька дивізія (командир: полковник Д. М. Скрипкін)
    - 190-та стрілецька дивізія (командир: полковник Г. О. Звєрєв)
    - 197-ма стрілецька дивізія (командир: полковник С. Д. Губін)

  - 16-й механізований корпус (командир: комдив О. Д. Соколов)
    - 15-та танкова дивізія (командир: полковник В. І. Полозков)
    - 44-та танкова дивізія (командир: полковник В. П. Кримов)
    - 240-ва моторизована дивізія (командир: полковник І. В. Горбенко)

  - Резерв
    - 173-тя стрілецька дивізія (командир: генерал-майор С. В. Верзін)
    - 189-та стрілецька дивізія (командир: комбриг О. С. Чичканов)
    - 10-та дивізія військ НКВС (командир: полковник І. С. Могилянцев)
- 12-та армія (командир: генерал-майор П. Г. Понеделін)
  - 8-й стрілецький корпус (командир: генерал-майор М. Г. Снєгов)
    - 72-га гірськострілецька дивізія (командир: генерал-майор П. І. Абрамідзе)
    - 192-га гірськострілецька дивізія (командир: генерал-майор П. Ф. Привалов)

  - 13-й стрілецький корпус (командир: генерал-майор М. К. Кирилов)
    - 60-та Кавказька Червонопрапорна ім. Стьопіна гірськострілецька дивізія (командир: генерал-майор М. Б. Саліхов)
    - 99-та Червонопрапорна стрілецька дивізія (командир: полковник П. П. Опякін)

  - 24-й механізований корпус (командир: генерал-майор В. І. Чистяков)
    - 45-та танкова дивізія (командир: генерал-майор М. Д. Соломатін)
    - 49-та танкова дивізія (командир: полковник К. Ф. Шевцов)
    - 216-та моторизована дивізія (командир: полковник А. С. Саркісян)

  - Резерв
    - 44-та Київська Червонопрапорна ім. Щорса гірськострілецька дивізія (командир: генерал-майор С. Я. Ткаченко)
    - 58-ма гірськострілецька дивізія (командир: генерал-майор М. І. Прошкін)
- 2-й механізований корпус (командир: генерал-лейтенант Ю. В. Новосельський)
  - 11-та танкова дивізія (командир: полковник Г. І. Кузьмін)
  - 16-та танкова дивізія (командир: полковник М. І. Миндро)
  - 15-та Сиваська двічі Червонопрапорна ордена Леніна моторизована дивізія (командир: генерал-майор Н. Н. Бєлов)
- Окремі частини
  - 39-та танкова дивізія 18-о механізованого корпусу (командир: полковник Н. В. Старков)
  - 213-та моторизована дивізія 19-о механізованого корпусу (командир: полковник В. М. Осьмінський)
  - Група полковника П. С. Фотченко (частина 8-ї танкової дивізії)

Крім того, в оточення потрапили 2 артилерійські, 1 повітряно-десантна (211-та) бригади, 6 прикордонних загонів (23-й, 91-й, 92-й, 93-й, 95-й, 97-й), Окрема Коломийська прикордонна комендатура, тилові госпіталі оточених армій.
Більша частина радянських дивізій за кількістю особового складу, озброєння та техніки дорівнювала полку. Деякі танкові дивізії залишилися взагалі без техніки, втраченої в попередніх боях. Інші були зведені у військові групи, що складалися із командування та незначної частини бійців та техніки, адже за наказом командування найбільш цінні танкові кадри, які залишилися без танків, відзивалися у тил для отримання нової бронетехніки. Таким чином в оточення не потрапили танкові екіпажі 15-ї та 44-ї танкових дивізій.

### Третій Рейх
- 1-ша танкова група (командир: генерал-полковник Евальд фон Кляйст (Ewald von Kleist))
  - XIV моторизований корпус (командир: генерал піхоти Густав фон Віттерсхайм (Gustav von Wietersheim))
    - 9-та танкова дивізія (командир: генерал-лейтенант Альфред фон Хубіцки (Alfred Ritter von Hubicki))
    - Бригада військ СС «Адольф Гітлер»  (командир: оберстгрупенфюрер Йозеф Дітріх (Josef Dietrich))

  - XXXXVIII моторизований корпус (командир: генерал танкових військ Вернер Кемпф (Werner Kempf))
    - 11-та танкова дивізія (командир: генерал-лейтенант Людвіг Крювель (Ludwig Crüwell))
    - 16-та моторизована дивізія (командир: генерал-лейтенант Зігфрід Генріці (Sigfrid Henrici))
- 17-та армія (командир: генерал піхоти Карл-Генріх фон Штюльпнагель (Karl-Heinrich von Stülpnagel))
  - IV армійський корпус (командир: генерал піхоти Віктор фон Шведлер (Viktor von Schwedler))
    - 24-та піхотна дивізія (командир: генерал-майор Ганс фон Теттау (Hans von Tettau))
    - 297-ма піхотна дивізія (командир: генерал-лейтенант Макс Пфеффер (Max Pfeffer))

  - ХХХХІХ гірсько-єгерський корпус (командир: генерал піхоти Людвіг Кюблер (Ludwig Kübler))
    - 1-ша гірсько-єгерська дивізія (командир: генерал гірсько-піхотних військ Губерт Ланц (Hubert Lanz))
    - 4-та гірсько-єгерська дивізія (командир: генерал гірсько-піхотних військ Карл Еглсір (Karl Eglseer))
    - 97-ма легка піхотна дивізія (командир: генерал-лейтенант Ернст Рупп (Ernst Rupp))
    - 125-та піхотна дивізія (командир: генерал-майор Віллі Шнекенбюргер (Willi Schneckenburger))
    - 295-та піхотна дивізія

  - LII армійський корпус (командир: генерал піхоти Курт фон Брізен (Kurt von Briesen))
    - 257-ма піхотна дивізія (командир: генерал-лейтенант Карл Закс (Karl Sachs))
    - 100-та легка піхотна дивізія (командир: генерал-лейтенант Вернер Занне (Werner Sanne))
    - 101-ша легка піхотна дивізія (командир: генерал-лейтенант Браунер фон Гайдрінген (Brauner von Haydringen))

Німецькі танкові дивізії, незважаючи на втрати від 30 до 50 %, залишалися боєздатними з'єднаннями. Піхотні дивізії не мали великих втрат.

## Дії сторін
Ставка і командування Південним фронтом помилково припустили, що німці мають намір вийти до Дніпра між Києвом і Черкасами з метою подальшого наступу на Донбас, і недооцінили небезпеку оточення частин Червоної армії в районі Умані. 28-го липня війська Південно-Західного і Південного фронтів отримали наказ відійти на Схід, з метою відсікти німцям вихід до Дніпра. У результаті було втрачено можливість уникнути оточення шляхом відходу на південний схід.
30 липня 16-та моторизована дивізія танкової групи Клейста захопила Новоархангельськ, перекривши таким чином шляхи відступу 6-й та 12-й армій на схід. Незважаючи на кількаденні кровопролитні бої за цей населений пункт, під час якого він неодноразово переходив з рук в руки, радянським військами не вдалося захопити його. Вже 2 серпня війська групи Клейста з'єдналися з 17-ю армією, замкнувши оточення. Наступного дня оточення було посилено другий кільцем, утвореним 16-ю танковою дивізією і Угорським рухомим корпусом. До 8-го серпня організований опір оточених частин Червоної Армії, в цілому, припинився. Німецькі війська дістали можливість провести операцію на оточення частин Південно-Західного фронту, що обороняли м. Київ, з півдня[джерело?].

## Наслідки
Результатом поразки 6-ї та 12-ї армій стало практично повне знищення оточених частин. Було втрачено майже всю техніку та озброєння. З числа особового складу оточених армій лише близько 11 тис. червоноармійців, в основному з тилових частин, вдалося вийти з оточення. Решта потрапила у полон разом з командувачами генерал-лейтенантом І. М. Музиченко та генерал-майором П. Г. Понеделіним. У полон також потрапили:
- Командир 49-го стрілецького корпусу генерал-майор С. Я. Огурцов;
- Командир 13-го стрілецького корпусу генерал-майор М. К. Кирилов;
- Командир 8-го стрілецького корпусу генерал-майор М. Г. Снєгов;
- Командир 16-го механізованого корпусу комдив О. Д. Соколов;
- Командир 80-ї Червонопрапорної Донецької дивізії генерал-майор В. І. Прохоров;
- Начальник штабу 192-ї гірськострілецької дивізії підполковник В. І. Свєчніков.

Загинули:
- Командир 44-ї танкової дивізії полковник В. П. Кримов;
- Командир 8-ї танкової дивізії полковник П. С. Фотченков;
- Командир 24-го механізованого корпусу генерал-майор В. І. Чистяков.

Радянських військовополонених помістили в створений на території кар'єру біля міста Умань концтабір, неофіційно названий «Уманська Яма» (на фото). У ньому через погані умови утримання багато хто загинув. У місцях боїв і в таборі німці і посібники розстрілювали військовополонених євреїв, комісарів, «політруків», поранених і ослаблених

## Пам'ять

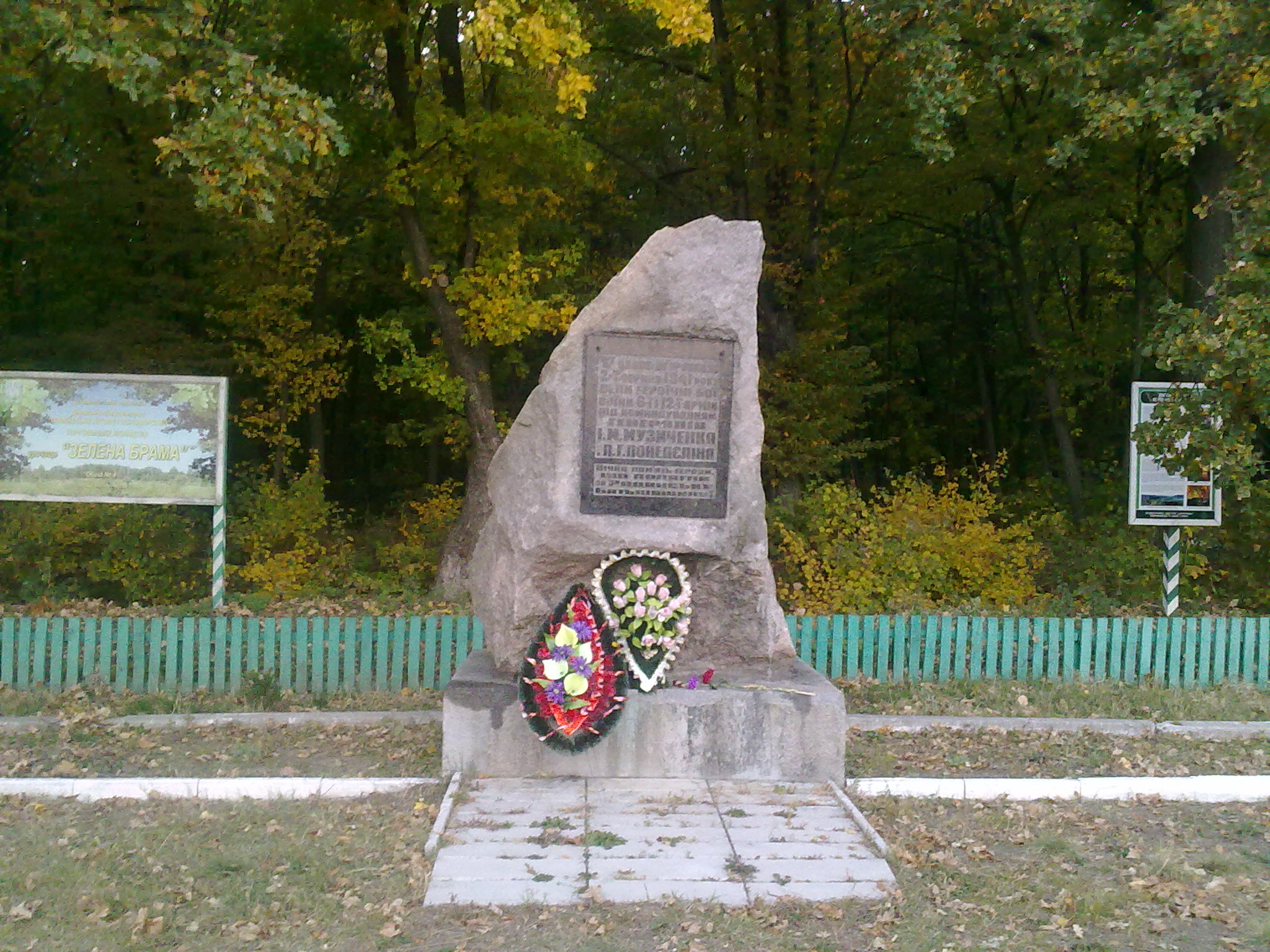
Пам'ятний знак воїнам 6-ї та 12-ї армій на узліссі Зеленої брами

- На східному узліссі урочища «Зелена брама» біля дороги між с. Нерубайка та с. Підвисоке встановлено пам'ятний знак з сірого граніту з написом: «В цих краях 2-7 серпня 1941 року вели героїчні бої воїни 6-ї і 12-ї армій під командуванням генералів І. М. Музиченка і П. Г. Понедєліна»
- В с. Підвисоке на стіні будівлі, де в 1941 році містився штаб 6-ї та 12-ї армій, встановлено дві пам'ятні таблиці.

## Зображення

Радянські військовополонені в Умані. Серпень 1941
Кинута 152-мм гаубиця-гармата зразка 1937 р. (МЛ-20) на вулицях Умані. Серпень 1941
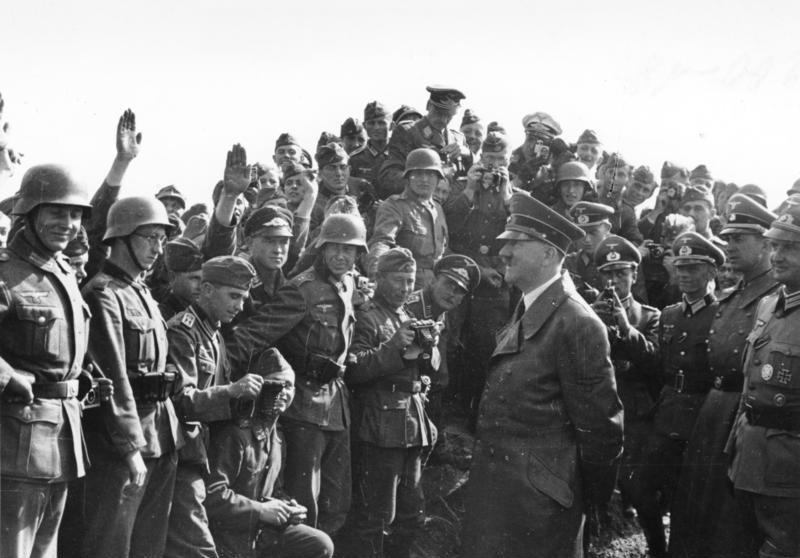
Адольф Гітлер в Умані. Серпень 1941
Високошвидкісний арттягач СТЗ-НАТІ 5, кинутий під Уманню під час бою. Найімовірніше належав 12-й Армії. 1941
Гітлер та Муссоліні після параду італійських військ оглядають околиці Умані. 27-28 серпня 1941
Есесівці  моторизованої дивізії СС «Вікінг» у районі Умані. Серпень 1941